# Mieke Berendsen
Mieke Berendsen (Borgerhout, België, 1966 (?)) is een Vlaams ondernemer. Ze was mediamanager van de VRT van 2007 tot begin 2010.

## Biografie
Berendsen haalde in 1988  haar licentie Frans-Russisch aan de Lessius Hogeschool Antwerpen. Daarna studeerde ze communicatiewetenschappen aan de UCL. Ze begon haar carrière bij het blad Flair en groeide via reclamewerving uit tot sales manager. Daarna stapte ze over naar de IP Press.
In 2000 ging ze voor het productiehuis Woestijnvis werken, waar ze mee het weekblad Bonanza oprichtte. Nadat dit blad flopte was ze vanaf januari 2001 tot mei 2005 actief voor De Persgroep werken als directeur van de reclameregie 'Magnet'. Van mei 2006 tot 1 januari 2008 was ze netmanager bij Eén. Hierna werd ze opgevolgd door Jean Philip De Tender. Berendsen volgde vanaf mei 2007 tot januari 2010 Wim Vanseveren op als mediamanager van Eén, Ketnet, Radio Donna, Radio 2 en RVI.  In 2010 werd ze in het kader van besparingen tot aftreden gedwongen en als algemeen directeur media bij de VRT vervangen door Leo Hellemans.
Van 1 juli 2010 tot 4 november 2013 was ze directeur van de redactie en marketingafdeling van de Gazet van Antwerpen.